# Гуверская башня

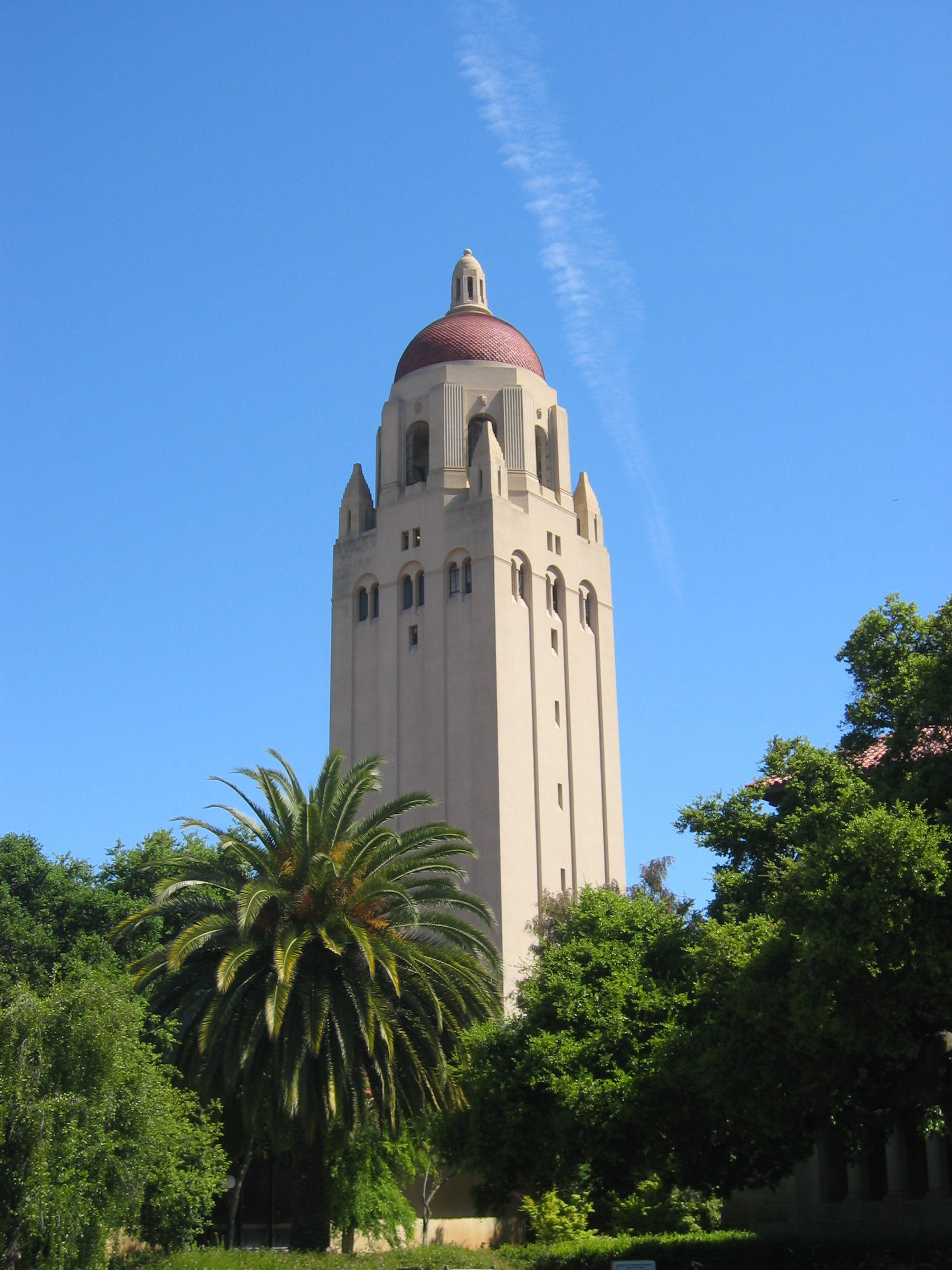
Гуверская башня, вид с запада

Гуверская башня (англ. Hoover Tower) 285 футов (87 м) — здание на территории кампуса Стэнфордского университета в Станфорде, штат Калифорния. В Башне находятся библиотеки и архивы Гуверовского института войны, революции и мира.
Гуверская башня была закончена в 1941 году, в год 50-летия Стэнфорда. Она была построена по проекту архитектора Артура Брауна-младшего.
Башня имеет карильон из 48 колоколов, отлитых в Бельгии и Нидерландах, вход широкой общественности не допускаются в верхнюю часть башни, когда звонят колокола. Самый большой колокол весит 2,5 тонны. Первые девять этажей башни библиотеки стеков и  ближайшие три этажи используются под офисы. Изгнанный Александр Солженицын жил на 11 этаже в течение некоторого времени по приглашению Стэнфордского университета, прежде чем он переехал в 1976 году.
Гуверскую башню посещают около 200 посетителей в день, и номинальная плата взимается не со студентов. На 14-м этаже на уровне 250 футов (76 м) над землёй расположена смотровая площадка, с которой открывается вид на кампус Стэнфордского университета и его окрестности. В ясные дни можно увидеть все пути к далеким горизонтом Сан-Франциско. Смотровая площадка башни открыта ежедневно с 10:00 до 16:00, но закрыта в течение учебных перерывов.